# Торрес, Ирма
Ирма Торрес (исп. Irma Torres) (9 марта 1927, Мехико, Мексика — 5 июня 2010, Куэрнавака, Морелос, Мексика) — мексиканская актриса.

## Биография
Родилась 9 марта 1927 года в Мехико. В период с 1944-по 2002 год она снялась в 50 работах в кино, среди них присутствовали и теленовеллы. Дебютировала актриса ярко — снялась в известном фильме Мария Канделария. Снималась в ярких работах — Крисанта Фернандес (Просто Мария), Руби (Мария Мерседес), медсестра Эулалия (Узурпаторша), Касера (Личико ангела). Актриса являлась королевой мексиканского эпизода и самой лучшей актрисой эпохи «Золотого века мексиканского кинематографа». Актриса свободно владела двумя языками — испанским и английским и снималась не только у себя на родине в Мексике, даже успела сняться в 1-м голливудском фильме Садовник (1974). В 1980-е годы 20 века, актриса ушла из мексиканского кино и стала актрисой телесериалов и теленовелл. Всего актриса с 1983-по 2002 год успела сняться в 15-ти сериальных работах. После исполнения роли Мирты в сериале Между любовью и ненавистью в 2002 году, она решила уйти на пенсию по состоянию здоровья.
Скончалась 5 июня 2010 года в Куэрнаваке.

## Фильмография

### Фильмы

#### Золотая эпоха мексиканского кинематографа

##### Полнометражные фильмы
- 1944 — Мария Канделария — Бит Парт (в титрах не указана).
- 1944 — Вьющиеся — Флоренсия.
- 1945 — Сеньора напротив — Публичная девушка (в титрах не указана).
- 1946 — Роза Карибского моря
- 1946 — Это - Хуан Колорадо — Роза.
- 1947 — Жемчужина
- 1947 — Экстренная цитата — Марикита.
- 1947 — Когда плачут храбрые (в титрах не указана)
- 1948 — El ultimo chinaco (не переводится)
- 1948 — Невеста моря
- 1948 — Цветок Кана
- 1949 — Комиссар на ходу — Манкорнадора, владелица кабаре.
- 1949 — В каждом порту любви
- 1949 — Мёртвая земля
- 1951 — Дом по соседству — Эстер.
- 1951 — Моя жена не является моей — Петра.
- 1952 — От всей души
- 1952 — Вызов Африки
- 1952 — Maria del Mar (не переводится)
- 1953 — Великий лжец — Анхелита.
- 1953 — Репортаж — Servant acussed of robbery.
- 1954 — Лос Фернандес дель Пералвильо — Ракель.
- 1955 — El plaguario (не переводится)
- 1956 — Encrucijada (не переводится)
- 1959 — Кукарача — Сольдадера.

##### Короткометражные фильмы
- 1948 — Будь благословенна

#### Фильмы последующих лет
- 1960 — Красная шапочка — Мария.
- 1970 — Плохие девочки отца Мендеса
- 1970 — Золотая женщина
- 1971 — Мы люди
- 1971 — Две женщины и мужчина
- 1974 — Садовник (США) — Доминика.

### Сериалы

#### Televisa

##### Теленовеллы
- 1983 — Бедная сеньорита Лимантур
- 1988-91 — Я не верю мужчинам — Эмилия.
- 1989-90 — Просто Мария — Крисанта Фернандес (дубл. Елена Павловская).
- 1992 — Мария Мерседес — Руби.
- 1994 — Пленница любви — Либрада.
- 1995 — Мария из предместья — директор женского изолятора предварительного заключения.
- 1997 — Эсмеральда — Альтаграсия.
- 1998 — Узурпаторша — Эулалия.
- 1999 — Росалинда — Хульета.
- 1999 — Ради твоей любви — Ведьма.
- 2000-01 — Личико ангела — Касера.
- 2000-01 — За один поцелуй — Леонора.
- 2001 — Злоумышленница — Отилия.
- 2002 — Между любовью и ненавистью — Мирта.

##### Мини-сериалы
- 2001 — Красивая женщина — Филомена.

## Награды и премии
- Ариэль за лучшую эпизодическую женскую роль

## Уточнения
- Часть информации взята из журнала «Сериал» (2003) в рамках статьи сериала «Узурпаторша».
- Дата рождения и смерти взята из мексиканского видео-некролога.
- Место рождения и смерти взята из испаноязычных интернет-ресурсов.
- Инфа о её роли Крисанты Фернандес в телесериале Просто Мария уточнена посредством просмотра других телесериалов с ее участием.